# サンダーVスペシャル
『サンダーVスペシャル』（-ぶい-）は2006年11月に株式会社エレコが開発、アルゼ株式会社が販売した5号機のパチスロ機。保通協における型式名は「サンダーVスペシャルDX2」。
パネルの種類は、2007年3月現在、「オリジナル」・「赤パネル」・「冬の稲妻」・「イッカククン」の4バージョン。
4号機として発売されたサンダーVシリーズの後継機として発売され、初代『サンダーV』を継承したリーチ目主体の機種となっている。
また、『サンダーV』で行われていたリール消灯やバックライトによる演出は5号機においては禁止されている為、リール周囲の液晶画面によって、新演出も加え発展的に再現している。
なお、本機における液晶演出は、ボーナス中こそ派手に演出されるが、通常ゲーム中はあくまでも出目を補助する為のシンプルなものとなっている。

## システム
- 設定は1・4・6の3段階。
- ボーナスは赤7と赤Vの2つのビッグボーナス及び黄Vのミドルボーナス。
- ビッグボーナスは345枚を超える払い出し（純増最大336枚）、ミドルボーナスは253枚を超える払い出し（純増最大238枚）で終了。
  - ビッグボーナス中は基本的にベルが揃うが、チェリーやスイカが成立する場合があり、スイカは外した方が得となる。
  - ミドルボーナスはCTであり、左リールを最初に押せば必ず15枚の払い出しが得られる。また、中リールを最初に押すことによってスイカを獲得することが可能であり、スイカを2回揃えることで純増枚数を10枚増やすことができるが、左リール下段に桃7をビタ押しする若干の目押し技量を必要とする。
- 基本的に他の小役と同時成立しない単独当選が主体だが、リプレイを含む全小役でボーナスとの重複当選の可能性がある。特に桃7・赤7・赤7は、必ずチェリー及び赤Vビッグボーナスとの重複当選となっている。
- 『サンダーV』を継承する落雷などの演出を液晶で再現し、『サンダーV』を上回る多彩なリーチ目（総数3,063個）を搭載している。
- 天井リプレイタイム（RT）を搭載しており、前回ボーナス終了後からボーナスが成立せずに1,000ゲームを超えるとリプレイ高確率状態に突入し、ボーナス当選まで継続する。この間は1ゲームにつき0.4枚の割合でコインが微増する。この時に液晶画面の背景が変化して、BGMが流れる。

## 演出

### 通常ゲーム
初代『サンダーV』の演出を、液晶を搭載することで発展的に再現しており、液晶ならではの新たな演出も行われる。また、複数の演出や出目と絡むことでボーナス当選を示唆する役目を持っている。
- 予告音：レバーオン時に発生。ハズレを含む全ての役対応。ボーナス単独当選時に初代予告音が鳴ることがある。
- フラッシュ：『サンダーV』ではリールで表現していた演出だが、5号機では禁止されたため、リール周辺の液晶で行われる。リール周辺及びリール下の2種類のフラッシュがある。各役に対応したフラッシュがあり、対応役否定の場合、ボーナス確定となる。また、出現した時点でボーナス確定となるものもある（落雷スペシャル等）。
- 消灯：フラッシュ同様、液晶で行われるようになった演出。各リール停止時に停止リール上下の液晶が暗くなることで消灯を表現する。
- スパーク：レバーオン時に液晶上を電流が走る。
- 落雷：リール停止ごとに各リール下に落雷が発生。
- 帯電：リール枠に電気が溜まる。

### ボーナスゲーム
ボーナス中または終了後の液晶演出によって高設定が示唆される。
- ボーナス中、竜3匹が出現する確率は高設定ほど高い。
- ビッグボーナスの連チャン（100ゲーム以内）3連でボーナス演出が赤背景になり、ボーナス終了後にクレーターが3つ出現する確率は高設定ほど高い。
- ビッグボーナス終了後に液晶上に出現するQRコードでメーカーサイトに接続することで、高設定が示唆されることがある。出現するQRコードは以下のとおり。
  - チャレンジコード
  - Vコード
  - ドラゴンコード
  - プレミアエンディングコード
  - スペシャルコード

### その他
ボーナス絵柄を揃える際、第3停止ボタンを3秒以上押し続ける（効果音が鳴る）ことで、『サンダーV』のBGMへと変化する。ミドルボーナス時は無効。